# 浅井神社 (一宮市)

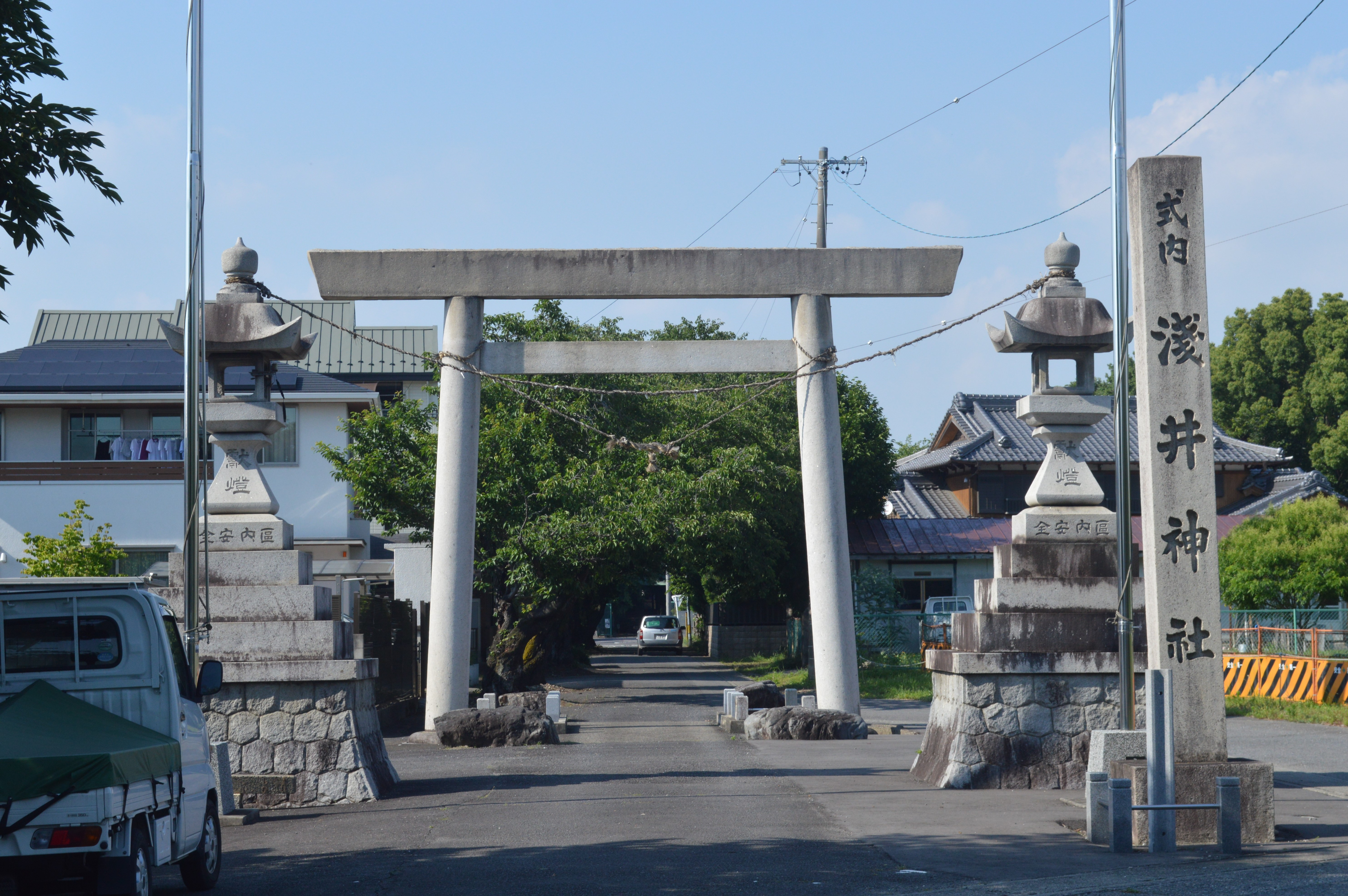
鳥居

浅井神社（あざいじんじゃ）は、愛知県一宮市浅井町にある神社である。

## 概要
旧社格は村社。淺井神社とも表記される。
式内社の尾張国中島郡「淺井神社」である。延喜式神名帳によると、尾張国中島郡の淺井神社は2箇所ある。ここでは一宮市の浅井神社について記述する。稲沢市の浅井神社は浅井神社を参照。
この地域は尾張国葉栗郡であるが、浅井神社は尾張国中島郡の式内社である。同じように尾張国中島郡の式内社である「石刀神社」が、一宮市浅井町の石刀神社（一宮市浅井町）という説があること。尾張国中島郡の式内社である「小塞神社」が、小塞神社と推測されること。この地域は木曽川の氾濫の多発地帯であり、その影響で平安時代との郡境がはっきりと分かっていないとの説もあることから、この地域も中島郡であった可能性がある。この浅井神社がある地域は、葉栗郡、中島郡、丹羽郡の境に近い。

## 概況
563年（欽明天皇24年）創建。
社殿は古墳（浅井神社古墳）の上にあり、金環鉄鏃などが発掘されている。この地域は浅井古墳群といわれている小規模な古墳が多数あり、同じく式内社の小塞神社も古墳の上に社殿がある。
水に関わり深い神社であり、かつて尾張三名泉の一つである「浅井の温故井」が存在したという。温故井（おんこい）の名は、浅井神社の南にある浅井山公園の温故井池（かつての木曽川の支流の跡）に残る。
江戸時代は八龍社と呼ばれ、祭神は龍神とされていた。
1869年（明治2年）、元の名の浅井神社に改称し、1872年（明治5年）に村社となる。

## 祭神
主神
- 水波売神

合祀
- 天照大神
- 塩土翁

## 文化財
- 浅井古墳群出土品　一宮市指定文化財

## 交通機関
- 名鉄バス「浅井」バス停下車、徒歩で約8分。
- 名鉄名古屋本線・尾西線 名鉄一宮駅またはJR東海道本線 尾張一宮駅（名鉄一宮駅バスターミナル3番のりば）より「宮田本郷」方面のバスに乗車。